# Liste des îles de l'île de Man

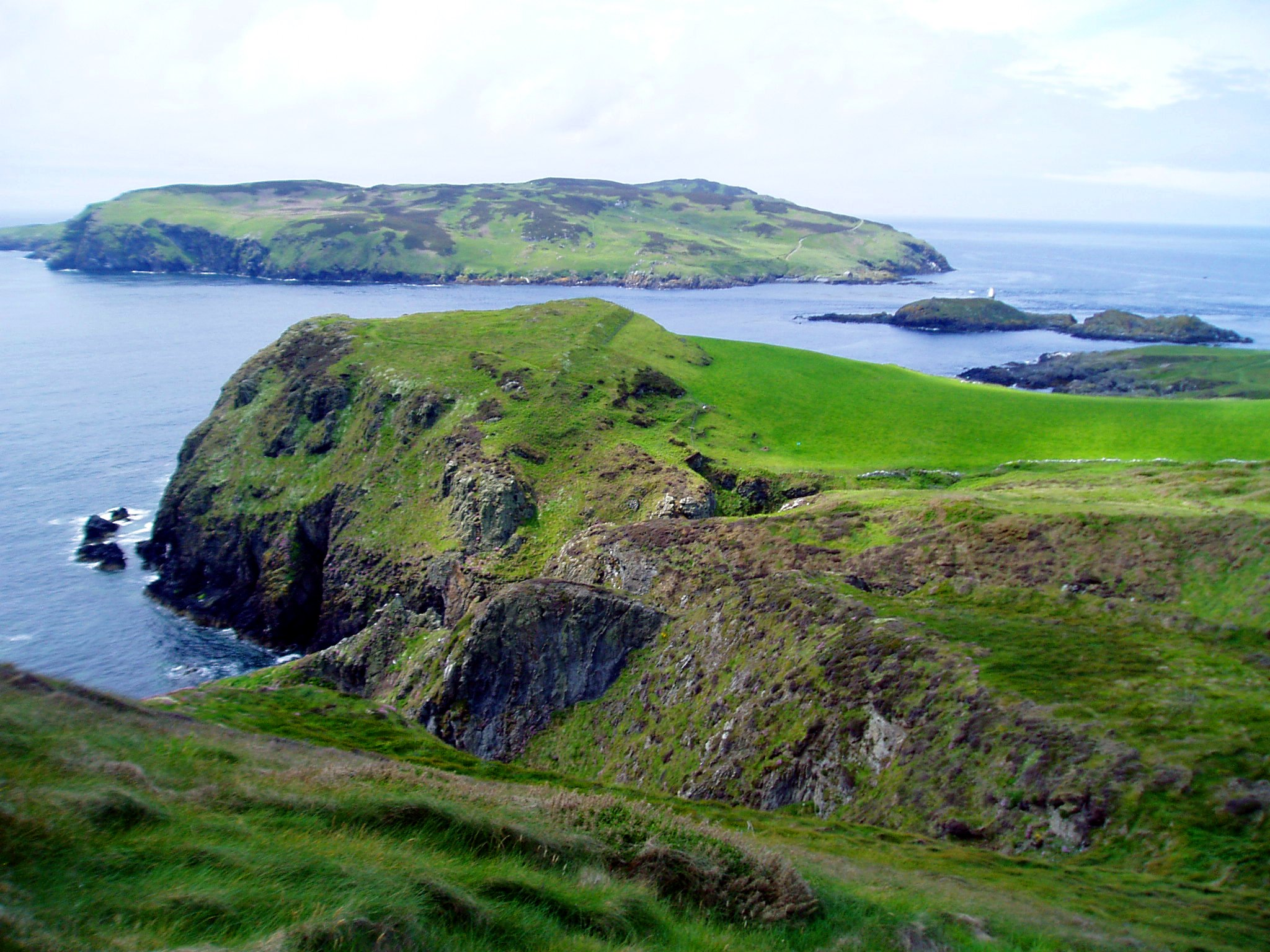
The Calf of Man

L'île de Man (en gaélique Ellan Vannin) est une dépendance de la Couronne britannique située au centre de la mer d'Irlande.
Un certain nombre d'îles de la mer d'Irlande sont situées à l'intérieur des limites administratives de l'île de Man. Seules deux d'entre elles sont habitées. Deux îles sont reliées à l'île principale par des chaussées.
| Nom           | Autre nom   | Caractéristiques                           |
| ------------- | ----------- | ------------------------------------------ |
| Île de Man    |             |                                            |
| Calf of Man   |             |                                            |
| Saint-Michael | Fort Island | Reliée à l'île principale par une chaussée |
| Saint-Patrick |             | Reliée à l'île principale par une chaussée |